# Șîlî (Naderjînșciîna), Poltava
Șîlî (în ucraineană Шили) este un sat în comuna Naderjînșciîna din raionul Poltava, regiunea Poltava, Ucraina.

## Demografie
Componența lingvistică a localității Șîlî
     Ucraineană (95,33%)
     Rusă (4,67%)
Conform recensământului din 2001, majoritatea populației localității Șîlî era vorbitoare de ucraineană (95,33%), existând în minoritate și vorbitori de rusă (4,67%).